# スキ・ウォーターハウス
スキ・ウォーターハウス（Alice Suki Waterhouse, 1992年1月5日 - ）は、イギリスのファッションモデル、女優、シンガーソングライター。スーキー・ウォーターハウスとも表記される。

## 略歴
美容整形外科医の父ノーマンと、看護師の母エリザベスの間に長女として生まれた。次女のイミーはモデル、女優として活動しており、三女のマディもモデル。
16歳からモデル活動を始めている。
2016年には彼女の親友でもあるPoppy Jamieとアクセサリーブランド「Pop ＆ Suki」を立ち上げている。

## 音楽活動
シンガーソングライターとしても活動しており、2022年には1stアルバム「I Can't Let Go」、1st EP「Milk Teeth」、2024年には2ndアルバム「Memoir of a Sparklemuffin」をリリースしている。レーベルはSub Pop。
2017年にリリースした2ndシングルの「Good Looking」は2022年にTikTokなどでの楽曲使用がきっかけでバイラルヒット、Spotifyでの再生回数は4億回を突破している。
LollapaloozaやCoachellaなどの音楽フェスにも出演しており、自身のツアーも開催している。
2024年8月17日にはテイラー・スウィフトのThe Eras Tourのロンドン公演でオープニングアクトを担当した。

## 私生活
2012年2月から2013年2月までラスカルズのマイルズ・ケインと交際していた。
アメリカの俳優であるブラッドリー・クーパーと2013年2月から2015年3月まで交際していた。
2018年より俳優のロバート・パティンソンと交際している。2023年11月、パティンソンと婚約した。2024年には第一子の女の子を出産している。

## フィルモグラフィー

### 映画
| 年   | 邦題/原題                                                                    | 役名                    | 備考           |
| ---- | ---------------------------------------------------------------------------- | ----------------------- | -------------- |
| 2012 | プッシャー Pusher                                                            | マンディ                |                |
| 2014 | あと1センチの恋 Love, Rosie                                                  | ベサニー・ウイリアムズ  |                |
| 2015 | ダイバージェントNEO The Divergent Series: Insurgent                          | マーリーン              |                |
| 2016 | 高慢と偏見とゾンビ Pride and Prejudice and Zombies                           | キティ・ベネット        |                |
| 2016 | ザッツ・ファビュラス! Absolutely Fabulous: The Movie                         | 本人                    |                |
| 2016 | マッドタウン The Bad Batch                                                   | アーレン                | 日本劇場未公開 |
| 2018 | アサシネーション・ネーション Assassination Nation                            | サラ・レイシー          | 日本劇場未公開 |
| 2018 | ジョナサン -ふたつの顔の男- Jonathan                                         | エレナ                  |                |
| 2018 | フューチャーワールド Future World                                            | アッシュ                |                |
| 2018 | ビリオネア・ボーイズ・クラブ Billionaire Boys Club                           | キンタナ・“Q”・ビセット |                |
| 2018 | チャーリー・セズ/マンソンの女たち Charlie Says                               | メアリー・ブランナー    |                |
| 2019 | 名探偵ピカチュウ Pokémon Detective Pikachu                                   | ミス・ノーマン          |                |
| 2019 | キラーズ・セッション Killers Anonymous                                       | ヴァイオレット          |                |
| 2019 | レイニーデイ・イン・ニューヨーク A Rainy Day in New York                     | ティファニー            |                |
| 2019 | BURN/バーン Burn                                                             | シーラ                  | 日本劇場未公開 |
| 2020 | 彼女たちの革命前夜 Misbehaviour                                              | Sandra Wolsfeld         |                |
| 2020 | ブロークン・ハート・ギャラリー The Broken Hearts Gallery                     | クロエ                  | 日本劇場未公開 |
| 2021 | 降霊会 -血塗られた女子寮- Seance                                             | カミール・メドウズ      |                |
| 2021 | クリエイション・ストーリーズ 世界の音楽シーンを塗り替えた男 Creation Stories | Gemma                   |                |
| 2022 | ウェルカム トゥ ダリ Daliland                                                | ジネスタ                |                |

### テレビ
- ホワイト・プリンセス エリザベス・オブ・ヨーク物語 The White Princess (2017)
- デイジー・ジョーンズ・アンド・ザ・シックスがマジで最高だった頃 Daisy Jones & the Six (2023)